# Gerhard Krug
Gerhard Krug (* 5. August 1936; † 12. Juni 2011 in Hamburg) war ein deutscher Fußballspieler des Hamburger SV, der mit den „Rothosen“ im Jahr 1960 die deutsche Meisterschaft und 1963 den DFB-Pokal gewann. Nach Beendigung seiner aktiven sportlichen Laufbahn war er als Journalist tätig.

## Laufbahn

### Fußball, 1946 bis 1966
„Gerd“ Krug war zunächst in seiner Jugendzeit für den Post SV und HSV Barmbek-Uhlenhorst aktiv, ehe er sich 1951 als 15-Jähriger dem Hamburger SV anschloss. Dort spielte er bereits mit Uwe Reuter, Uwe Seeler, Klaus Stürmer und Jürgen Werner in der A-Jugend zusammen. Rückblickend erklärte er 2008:

„Wir hatten eine überragende Jugendmannschaft. Auch Klaus Stürmer war dabei. Wer in Hamburg gut war, wollte auch beim HSV spielen. Und in der Jugend hat es mit Günther Mahlmann auch wirklich Spaß gemacht. Er gilt ja als der Vater der Meistermannschaft von 1960. Und nach den Spielen in Ochsenzoll gab es Ochsenschwanzsuppe im Lindenhof.“

Der anfangs noch Flügel- oder Halbstürmer spielende Junior rückte während der Runde 1955/56 – in der Oberliga hatte es noch zu keinem Einsatz gereicht – während der Endrunde um die deutsche Meisterschaft in das Oberligateam des Trainergespanns Günter Mahlmann und Martin Wilke auf. Nach der deutlichen 0:5-Niederlage am 30. Mai in Dortmund wurden Krug und sein Jugendkollege Uwe Reuter am 3. Juni 1956 als Rechts- und Linksaußen in dem Gruppenspiel gegen den VfB Stuttgart erstmals gemeinsam zum Einsatz gebracht. Beim 2:1-Erfolg gegen den späteren Deutschen Meister Borussia Dortmund am 10. Juni vor 80.000 Zuschauern im Volksparkstadion setzte sich der HSV-Angriff mit Krug, Klaus Stürmer, Walter Schemel, Günter Schlegel und Uwe Reuter zusammen.
In seinem eigentlich ersten Spieljahr in der Oberliga, 1956/57, absolvierte Krug 29 Ligaspiele und erzielte 18 Tore. Neben ihm gehörten jetzt auch mit Reuter (27-6) und Jürgen Werner (21-1) zwei weitere Studenten der Stammbesetzung der Rautenträger an. Unmittelbar vor Rundenbeginn, am 5. August 1956, stürmte er auch im Karlsruher Wildparkstadion im DFB-Pokalfinale des Jahres 1956 bei der 1:3-Niederlage gegen den Titelverteidiger Karlsruher SC am rechten HSV-Flügel. Seine ersten Tore in der Oberliga Nord erzielte Krug am dritten Spieltag, den 2. September 1956, beim 6:1-Sieg gegen den Lokalrivalen FC St. Pauli. Er bildete mit Rechtsaußen Reuter auf Halbrechts die rechte Angriffsseite und schoss ebenso wie Uwe Seeler und Günter Schlegel zwei Tore. Als in der Rückrunde die Elf vom Millerntor sogar mit 9:0 Toren ausgespielt wurde und Klaus Stürmer sich dabei als fünffacher Torschütze feiern lassen konnte, glänzte er dagegen am rechten Flügel lediglich als Flankengeber. Mit seinen 18 Treffern nahm er hinter Uwe Seeler (31) den zweiten Platz in der internen HSV-Torschützenliste ein. In der Endrunde setzte sich der Nordmeister gegen den Duisburger Spielverein sowie den 1. FC Nürnberg und 1. FC Saarbrücken durch und stand damit am 23. Juni 1957 im Finale um die deutsche Meisterschaft. Der auf Halblinks spielende Krug glich in der 24. Minute die Führung durch Alfred Kelbassa aus, am Ende setzte sich der Dortmunder Titelverteidiger aber souverän mit 4:1 Toren durch. Im Jahr der Fußballweltmeisterschaft 1958 in Schweden zog Krug mit seinen Mannschaftskameraden wiederum in das Endspiel um die deutsche Meisterschaft ein. Aber auch am 18. Mai in Hannover setzte sich ein Rivale aus dem Fußball-Westen durch, die „Königsblauen“ vom FC Schalke 04 holten mit einem 3:0-Erfolg die „Meister-Schale“ nach Gelsenkirchen.
Der lang erhoffte Titelgewinn glückte im dritten Final-Anlauf am 25. Juni 1960 in Frankfurt mit einem 3:2-Erfolg gegen den favorisierten Westmeister 1. FC Köln. Taktisch hatte dabei der jetzt zum Verteidiger umgeschulte Krug eine Schlüsselrolle inne. Er bekämpfte als linker Verteidiger erfolgreich den immer noch torgefährlichen Nationalrechtsaußen Helmut Rahn und sorgte dafür, dass der „Torschütze der WM-Turniere 1954 und 1958“ im Finale ohne Treffer blieb. Im Angriff versorgte jetzt am linken Flügel Gert Dörfel Torjäger Uwe Seeler mit Flanken in Serie. In der Serie 1960/61 gehörte Krug dem Kreis der HSV-Akteure an, die mit den begeisternden Spielen im Europapokal der Landesmeister gegen Young Boys Bern, FC Burnley und im Halbfinale mit drei Spielen gegen den FC Barcelona Geschichte schrieben. Am 28. April 1963 endete die Ära Oberliga Nord mit dem 30. Spieltag. „Gerd“ Krug hat von 1956 bis 1963 für den Hamburger SV 176 Ligaspiele absolviert und dabei 38 Tore erzielt, sieben Meistertitel in Serie errungen, zog drei Mal in das Finale um die deutsche Meisterschaft ein, gehörte dem Meisterteam des Jahres 1960 an und hat in 33 Endrundeneinsätzen um die deutsche Meisterschaft sechs Tore erzielt. Zu der Trainingshäufigkeit in der Oberligaära und dem unbedingten Ehrgeiz des Studententrios wird Krug bei Formeseyn wie folgt zitiert:

„Wir trainierten viermal in der Woche. Uwe Seeler trainierte da schon mehr, spielte ja auch international. Er nahm das schon sehr viel ernster. Wir hatten so ein bisschen Lust am Kicken, fanden das eigentlich ganz witzig, wollten aber alle Lehrer werden. Uwe Reuter ist dann später Englischlehrer, Jürgen Werner Lateinlehrer geworden. Na ja, und ich hätte Deutschlehrer werden wollen …“

Für die Auswahl des NFV bestritt Krug 1957, 1959 und 1960 drei Repräsentativspiele gegen Süd- und Westdeutschland.

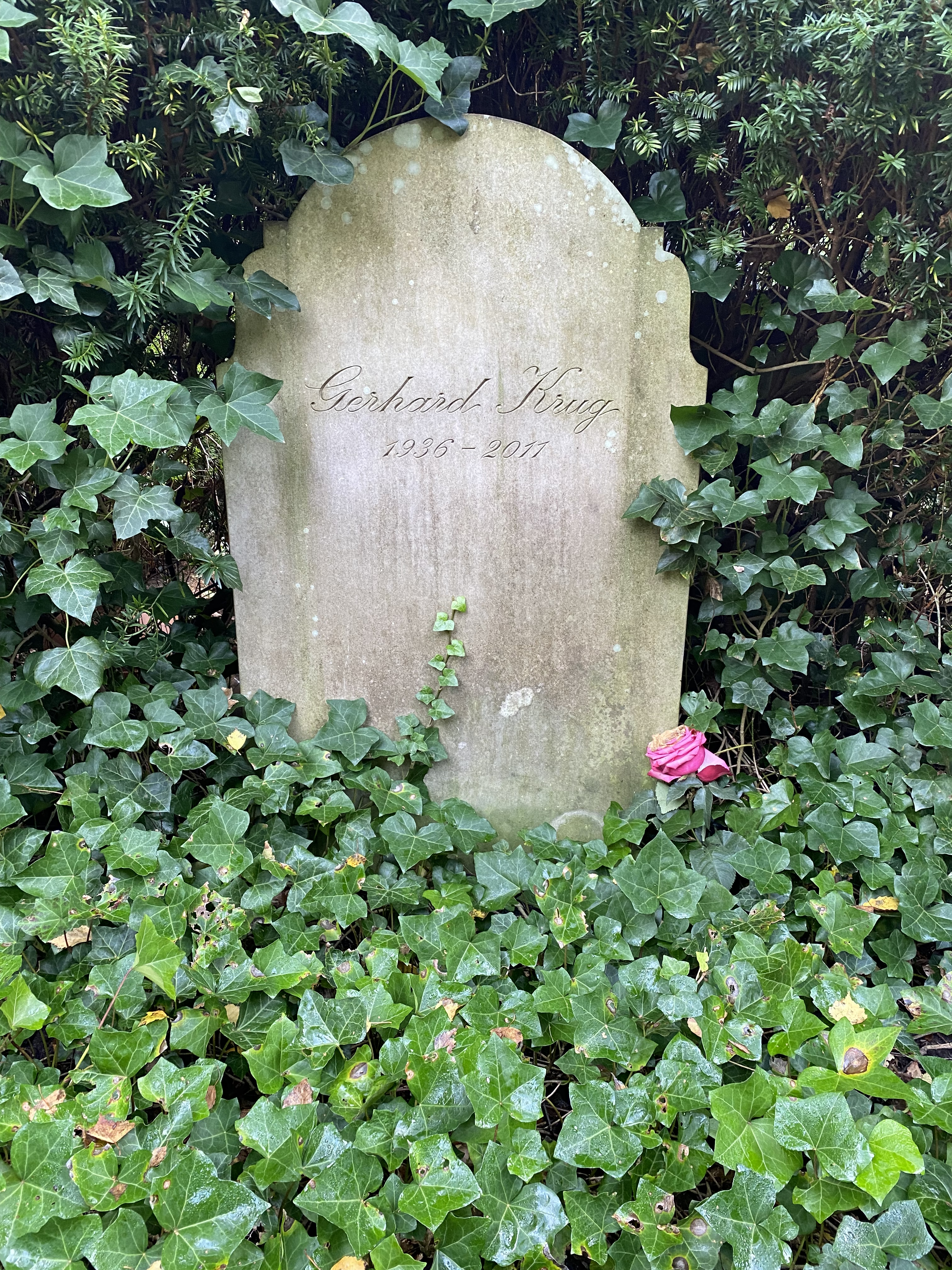
Grabstätte

Seinen letzten Erfolg feierte Krug am 14. August 1963, als er mit dem HSV das Endspiel des DFB-Pokal mit 3:0 Toren gegen den amtierenden Deutschen Meister Borussia Dortmund, zehn Tage vor dem Start der neu installierten Fußball-Bundesliga, gewinnen konnte. Das Schlussdreieck mit Horst Schnoor und seinem Verteidigerkollegen Jürgen Kurbjuhn hielt dabei die BVB-Angreifer Reinhold Wosab, Franz Brungs und Gerd Cyliax sicher in Schach. Am Debüttag der Bundesliga, dem 24. August 1963, holte sich der frisch gekürte DFB-Pokalsieger mit einem 1:1-Remis bei Preußen Münster den ersten Punkt in der Bundesliga. Nach dem 3:0-Heimsieg am vierten Spieltag führte die Mannschaft von Trainer Martin Wilke mit 7:1 Punkten die Tabelle an. Nach dem 1:1-Heimremis am 4. März 1964 im Europapokal der Pokalsieger gegen Olympique Lyon gab es drei Tage später beim TSV 1860 München mit 2:9 eine deklassierende Niederlage, wobei „Gerd“ Krug als rechter Außenläufer im Einsatz war. Am Rundenende belegten die Hamburger den sechsten Rang und Krug hatte 26 von 30 Rundenspiele bestritten. Im zweiten Bundesliga-Jahr rutschte der vormalige Seriennordmeister mit einem negativen Punktekonto auf den 11. Rang zurück. Dazu hatte sicherlich der Achillessehnenriss von Uwe Seeler am 20. Februar 1965 im Auswärtsspiel bei Eintracht Frankfurt mit beigetragen. In der dritten Bundesligasaison 1965/66 kam Krug neben den zwei Defensivneuzugängen Egon Horst und Willi Schulz nur noch zu 12 Ligaeinsätzen und erzielte dabei drei Tore. Zwei Treffer resultierten aus dem 8:0-Heimsieg am 12. Februar 1966 gegen den Karlsruher SC, als er nochmals am Ende seiner Spielerlaufbahn im Mittelfeld agieren konnte. Mit dem Spiel am 14. Mai 1966 beim 1. FC Köln beendete er nach 64 Bundesligapartien mit vier Treffern seine Spielerkarriere.

### Aufsichtsrat HSV
Am 6. Oktober 2008 wählte die Senioren-Versammlung des Hamburger SV Krug zum Senioren-Delegierten in den HSV-Aufsichtsrat. Am 11. Juni 2011 gab der Verein bekannt, dass Krug sein Aufsichtsratsmandat aus gesundheitlichen Gründen mit sofortiger Wirkung niedergelegt habe. Einen Tag später starb Krug im Alter von 74 Jahren.
Gerhard Krug wurde auf dem Friedhof Nienstedten beigesetzt.

### Journalist
Nach seiner aktiven Laufbahn studierte Krug Germanistik, Literaturwissenschaft und Sport und war schreibender Redakteur bei den Zeitungen Die Welt und Welt am Sonntag. Danach war er Reporter für den Stern und stellvertretender Chefredakteur bei Tempo. Anschließend war er als Fernsehjournalist tätig. 1992 wurde er Koordinator für Politik und Gesellschaft und 1995 bis 1998 Chefredakteur Fernsehen beim Ostdeutschen Rundfunk Brandenburg.
Von 2001 bis 2009 engagierte er sich an der Electronic Media School (EMS) für den journalistischen Nachwuchs. Er war Mitglied der Jury für den Hanns-Joachim-Friedrichs-Preis für Fernsehjournalismus.
Krug war mit der Journalistin Birgit Lahann verheiratet. Auch seine Söhne Christian und Matthias ergriffen diesen Beruf.

## Ehrungen
- 1971 – Theodor-Wolff-Preis